# Jannu
Jannu lub Phoktanglungma – siedmiotysięcznik w Nepalu w paśmie Himalajów. Należy do masywu Kanczendzongi. Od północy ma charakterystyczną, wielką pionową ścianę wysokości około 3000 metrów. Jest ona podzielona na 3 (wszystkie kilometrowej wysokości) odcinki o różnej naturze: skalny filar, następnie sekcja skalno-lodowa i pionowe urwisko górskie.
Szczyt jest 32. szczytem Ziemi co do wysokości.
Pierwszego wejścia na szczyt dokonali 28 kwietnia 1962 r. Robert Paragot, Paul Kellar, René Desmaison z Francji oraz Szerpa Gyalzen Mitchu. Dzień później na szczycie stanęli kolejni dwaj Francuzi: Jean Ravier, Lionel Terray oraz Szerpa Wangdi.
23 maja 1981 r. szczyt zdobyli Leonard Divald, Ivan Vozárik i Róbert Gálfy - członkowie wyprawy czechosłowackiej, którą kierował Adam Blažej.

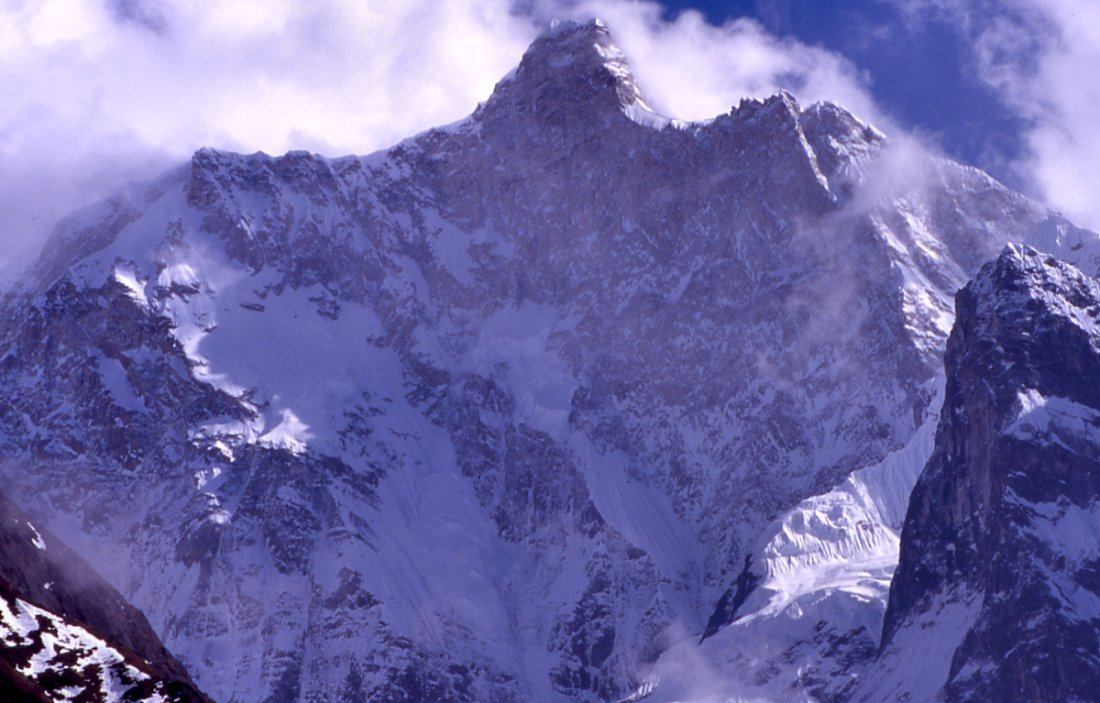
Północna ściana Jannu

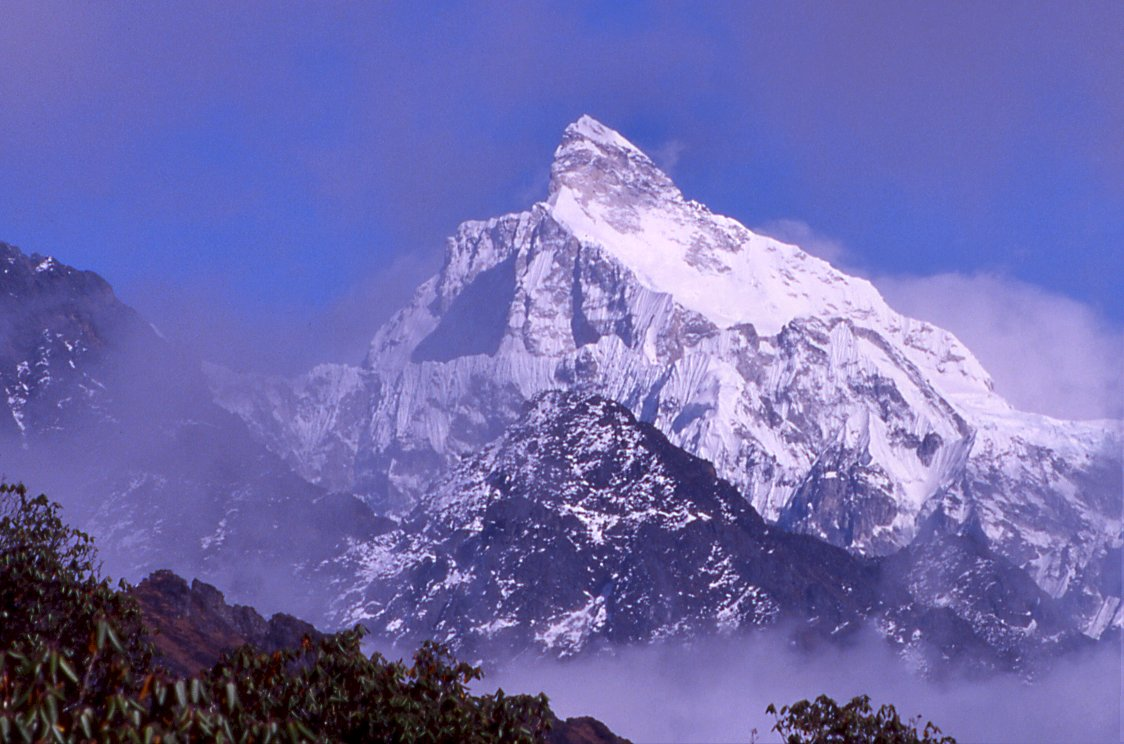
Widok na Jannu od zachodu